# Silikatkreide

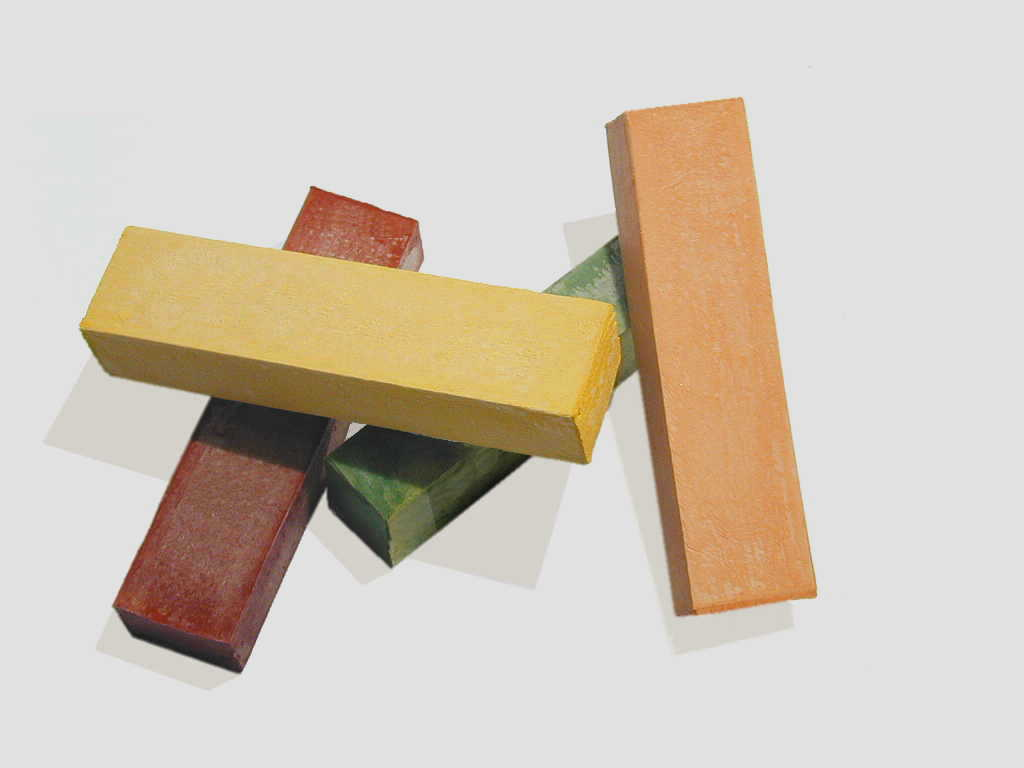
Rein silikatische, pastellartige Kreiden

Silikatkreiden sind in ihrer Zusammensetzung (Pigment, Bindemittel und Zuschlagstoffe) rein mineralisch bzw. anorganisch (Siliziumdioxid in unterschiedlichen Verbindungen als Hauptbestandteil). Sie unterscheiden sich dadurch von anderen Malkreiden, die meist organische Bindemittel enthalten.

## Anwendung
Relevant wird diese Differenzierung bei der Anwendung von Kreiden im Allgemeinen auf unterschiedlichen Untergründen. Bisher werden Kreiden u. a. für kreative Zwecke zum Beispiel auf Papier, Karton oder ähnlichem eingesetzt. Der Pigmentabrieb von trockenen Kreiden (ohne fette Anteile wie Wachs oder Öl) muss in aller Regel mit einem geeigneten Fixativ auf dem Untergrund gebunden beziehungsweise verklebt werden.
Bekanntestes Beispiel hierfür ist die Pastellkreide. Solch eine Pastellmalerei kann nur im Innenbereich und entsprechend geschützt überdauern, ob fixiert oder nicht. Die organischen Bestandteile in der Kreide selbst, im Bildträger (z. B. Papier) und im organischen Fixativ (Acrylat, Kunstharz) sind nicht oder nur bedingt witterungsbeständig und damit für außen ungeeignet.
Silikat-Kreiden wurden für pastelliges Zeichnen im Außenbereich entwickelt, vorrangig für die Anwendung auf rein mineralischen Untergründen, z. B. auf mineralischem Putz (Baustoff), Beton, Stein, unglasierter Terrakotta, Glas (gestrahlt oder geätzt). Auf diesen Untergründen wird der silikatische Farbabrieb mit einem entsprechend rein mineralischen Fixativ (modifiziertes Kaliwasserglas) im Sprühverfahren fixiert. Die chemisch gleichen Bestandteile in der Kreide, dem Untergrund und dem Fixativ schaffen eine dauerhafte, witterungsbeständige Verbindung.
Silikat-Kreiden können – wie andere Kreiden – auch auf weiteren Untergründen angewandt werden (nicht rein-mineralische Anstriche, Spachtelmassen, welche z. B. Kunstharzanteile enthalten; nicht mineralische bzw. organische wie Papier, Karton, Holz). Für solche Untergründe gibt es ein organisches Fixativ (Acrylat).

## Geschichte
Die Erfindung und Patentierung der Mineralfarbe durch Adolf Wilhelm Keim im Jahr 1878 basierte bereits auf dem gleichen Prinzip. Seine Überlegung war, Malereien auf Putz so haltbar zu machen wie jahrhundertealte Fresken. Die Keim’sche Mineralfarbe wird heute noch von der Firma Keimfarben in Diedorf hergestellt. Die Bestandteile dieser Farbe sind (vereinfacht) mineralische Pigmente, mineralische Zuschlagstoffe und Kaliwasserglas als Bindemittel. Ein bekanntes Ensemblebeispiel für Außenmalereien mit Keim’scher Mineralfarbe (Ende des 19. Jh.) sind zahlreiche Fassaden in der Altstadt von Stein am Rhein. Bis heute haben die lichtechten, mineralischen Farben ohne nennenswerte Veränderungen überdauert. Silikatkreiden beinhalten die originalen Farbpulver von Keim. Diese bestehen aus rein mineralischen, lichtechten Pigmenten, welche mit diversen mineralischen Zuschlagstoffen in einem aufwendigen Verfahren vermengt werden (Verkollerung).
Das Bindemittel der Kreiden ist Wasserglas. Es wurde bereits 1888 in Meyers Konversationslexikon als neues Mal- bzw. Bindemittel in der Glasmalerei beschrieben. Eine Zeichnung mit Silikatkreiden z. B. auf gestrahltem Glas wird ebenfalls mit Wasserglas fixiert. Diese Verbindung ist quasi unlöslich (außer gegen Flusssäure).